# Chiang Rai
Mueang Chiang Rai (en tailandés: เมืองเชียงราย; en tai septentrional; ᩮᨾᩥᩬᨦᨩ᩠ᨿᨦᩁᩣ᩠ᨿ: Mueang Chiang Hai; en lao: Mueang Xieng Hai) es una ciudad en el distrito de Mueang Chiang Rai, en la provincia de Chiang Rai, Tailandia. Es una de las ciudades más grandes en el norte de Tailandia. Fue establecida como ciudad capital en el reinado del rey Mengrai en 1262.

## Historia
La ciudad fue fundada por el rey Mangrai en 1262 y se convirtió en la capital de la dinastía de Mangrai. Posteriormente, Chiang Rai fue conquistada por Birmania y permaneció bajo el dominio birmano durante varios cientos de años. No fue sino hasta 1786 que Chiang Rai se convirtió en un vasallo de Chiang Mai. Siam (Tailandia) anexó Chiang Mai en 1899, y Chiang Rai fue proclamada como provincia de Tailandia en 1933.
En 1432, durante el reinado del rey Sam Fang Kaen de la dinastía de Mangrai (1402-1441), el Phra Kaeo o la Buda de esmeralda, la estatua de Buda más venerada, fue descubierta en Chiang Rai cuando un terremoto dividió el chedi en Wat Phra Kaeo de la ciudad de Chiang Rai. La hermosa figura de jade se veía oculta dentro. Otro relato de la historia es que el "Buda de Esmeralda" se cubrió apresuradamente con lodo justo antes de que los merodeadores ingresaran al pillaje. Muchos años después, se descubrió que el barro de aspecto torpe albergaba en realidad una magnífica estatua de jade, tal vez por medio del terremoto mencionado anteriormente, que causó la ruptura de un trozo de arcilla, revelando el jade que había debajo.
En 1992, el pilar de la ciudad fue trasladado de Wat Klang Wiang a Wat Phra That Doi Chom Thong, donde se lo conoce como Sadue Mueang (en tailandés: สะดือ เมือง), el "ombligo" u ónfalo de la ciudad.

## Geografía
Chiang Rai se encuentra en la llanura aluvial del río Kok, un afluente del Mekong, entre la cordillera Daen Lao en el norte y la cordillera Phi Pan Nam en el sur. El río Kok corre a lo largo del lado norte de Chiang Rai, fluyendo hacia el este desde Birmania en la ciudad de Tha Ton(ท่าตอม), doblando hacia el noreste y uniéndose al río Mekong a unos 40 kilómetros (25 mi) al noreste de la ciudad. El río Lao, afluente del Kok, fluye al sur de Chiang Rai.
Hay cuatro puentes que cruzan el río Kok dentro de los límites de la ciudad, cada uno de los cuales va de sur a norte. La mayor parte del terreno que rodea la ciudad de Chiang Rai es llano o tiene colinas moderadas. La excepción se encuentra en las direcciones oeste y noroeste, donde son evidentes las colinas de piedra caliza, algunas de las cuales tienen acantilados verticales expuestos. Esa es también la dirección en la que la mayoría de los habitantes de las tribus de las colinas de la región tienen sus aldeas, más alejadas.
La ciudad está a 860 kilómetros al norte de Bangkok, a unos 200 kilómetros al noreste de Chiang Mai, a 62 kilómetros al sur de Mae Sai y la frontera birmana, a 60 kilómetros al suroeste de la ciudad de Chiang Saen, en el río Mekong, frente a Laos, y a 90 kilómetros al norte de la ciudad de Phayao. El Triángulo de Oro, el triángulo de las fronteras con Tailandia, Laos y Myanmar, está a 55 kilómetros (34 mi) al noreste de la ciudad.

### Clima
Chiang Rai tiene un clima tropical húmedo y seco (clasificación climática de Köppen Aw). Los inviernos son bastante secos y cálidos. Las temperaturas suben hasta abril, que es caluroso, con una media diaria máxima de 34,9 °C (94,8 °F). La estación de los monzones se extiende desde finales de abril hasta octubre, con fuertes lluvias y temperaturas algo más frescas durante el día, aunque las noches siguen siendo cálidas.

### Demografía
Según la Oficina Nacional de Estadística de Tailandia, en septiembre de 2010 el distrito municipal de Chiang Rai tenía una población de 199.699 habitantes. Al extenderse la ciudad a los distritos vecinos, los residentes locales consideran que el área metropolitana es algo mayor. La ciudad de Chiang Rai es la capital y el centro de negocios de la provincia de Chiang Rai, con 1,1 millones de habitantes[cita requerida].
Una parte importante -el 12,5%- de la población es descendiente de las tribus de las colinas. "Tribus de las colinas" es un término colectivo para los grupos étnicos minoritarios del norte de Tailandia, como los karen, los akha, los lisu, los miao y los hmong.

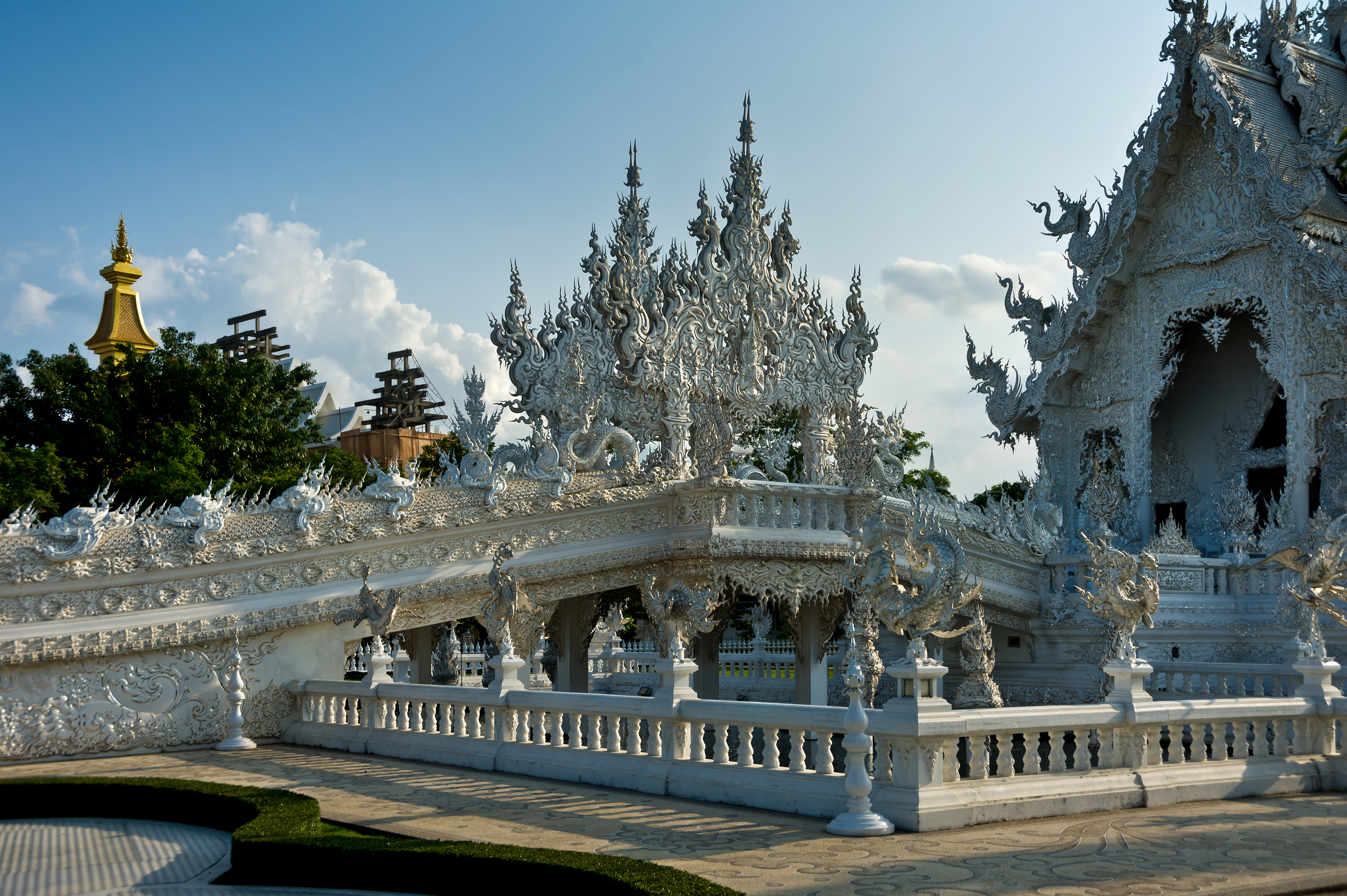
El Templo Blanco

## Salud
En 2018, los supervivientes del rescate de la cueva de Tham Luang fueron trasladados a Chiang Rai, la gran ciudad más cercana, para recibir atención hospitalaria.
- Hospital Overbrook (semiprivado) Fundado en 1903 por el Dr. William A. Briggs, como hospital misionero.
- Hospital General Kasemrad Sriburin, hospital privado.
- Hospital Chiang Rai Prachanukhrol, hospital público.
- Hospital Fort Mengraimaharaj, hospital público militar.
- Hospital Chiang Rai Inter , Hospital privado.
- Hospital Bangkok - Chiang Rai, Hospital privado de la cadena BDMS.

## Transporte
La ruta 1 va desde Bangkok a través de Chiang Rai hasta Mae Sai, en la frontera con Birmania. Chiang Rai está a 839 kilómetros de Bangkok, unas 14 horas en coche o en autobús. Según los horarios oficiales de los autobuses, el trayecto a Chiang Rai desde Chiang Mai dura aproximadamente 3 horas y 30 minutos, aunque hay que tener en cuenta que la temporada de lluvias, que dura desde junio hasta finales de octubre, puede dificultar mucho el viaje, ya que algunos tramos de la carretera suelen estar completamente inundados e incluso anegados.
Hay varios vuelos diarios desde y hacia Bangkok. El tiempo de vuelo del aeropuerto internacional de Mae Fah Luang es de aproximadamente 1 hora y 30 minutos. Hay varios operadores importantes, como Thai Airways, Air Asia y Nok Air.

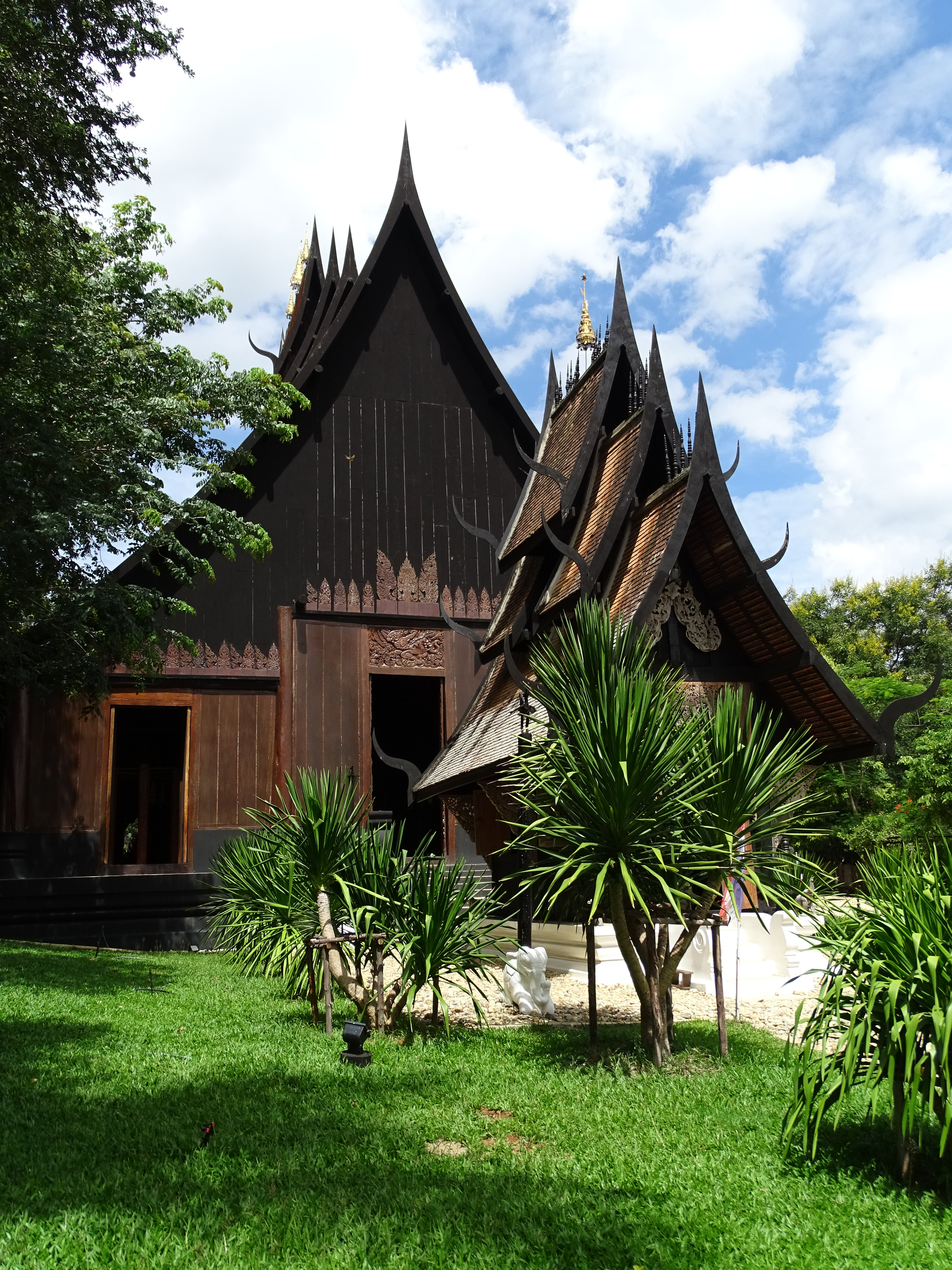
Museo Casa Negra

Hay un servicio regular de barcos entre Chiang Rai y Thaton, en la provincia de Chiang Mai, todos los días. Este trayecto dura unas 3-4 horas y es una alternativa agradable al viaje en autobús por las montañas.
Actualmente no hay servicios ferroviarios a Chiang Rai, ya que la línea de ferrocarril desde Bangkok termina en Chiang Mai. Se ha hablado de ampliar la línea ferroviaria desde Den Chai hasta Chiang Rai en un futuro próximo, pero es poco probable que esto ocurra, ya que la población de la ciudad es muy inferior al millón de habitantes y no hay tantos turistas internacionales que visiten Chiang Rai como Chiang Mai. Tampoco hay grandes complejos industriales en la región, ya que se trata de una economía mayoritariamente rural.